# Věžky (district de Přerov)
Pour les articles homonymes, voir Věžky.
Věžky (en allemand : Weschek) est une commune du district de Přerov, dans la région d'Olomouc, en République tchèque. Sa population s'élevait à 207 habitants en 2020.

## Géographie
Věžky se trouve à 7 km au sud-sud-ouest du centre de Přerov, à 25 km au sud-est d'Olomouc, à 77 km au sud-ouest d'Ostrava et à 228 km à l'est-sud-est de Prague.
La commune est limitée par Přerov au nord, par Horní Moštěnice et Říkovice à l'est, par Vlkoš au sud, et par Bochoř à l'ouest.

## Histoire
La première mention écrite du village date de 1349.

## Transports
Par la route, Věžky se trouve à 7,3 km du centre de Přerov, à 31 km d'Olomouc et à 281 km de Prague.

## Source
- (cs) Cet article est partiellement ou en totalité issu de l’article de Wikipédia en tchèque intitulé « Věžky » (voir la liste des auteurs).